# 野火杏子
野火 杏子（のび きょうこ、1956年 - ）とは、振付師、舞踊家、ダンスセラピスト、心理学者である。インド舞踊団コンテンポラリー・ナティヤム・カンパニー主宰。

## 人物
6歳から日本舞踊を、1975年からモダンダンスを始める。早稲田大学大学院文学研究科心理学専攻博士課程終了。
インド古典舞踊に魅了され、1982年より単身でインドへ渡りインド舞踊を始め、シャクティ、スチトラ・ミトラ、スジャータ・スリニヴァサン、ウマ・ラオに師事。1986年からはスペイン舞踊・クラシックバレエ、1987年よりジャズダンスを学ぶ。インド舞踊スクール　コンテンポラリー・ナティヤム・カンパニー主宰、在日インド大使館にてバラタナーティヤム、ボリウッド・ダンスの講師を勤める。
日本医学院歯科衛生士専門学校、お茶の水医療秘書専門学校、江戸川大学総合福祉専門学校、帝京平成大学付属専門学校の心理学非常勤講師、私立長谷川病院精神科ダンスセラピスト。

## 仕事

### 映画
- 手塚治虫のブッダー赤い砂漠よ！美しく(2011年)振り付け
- 映画 怪物くん(2011年)振り付け、ダンス指導

### 著書
- インド映画にゾッコン-Masala Hits STAR magazine(2000年1月、出帆新社) ISBN 4-915497-49-6 C0026
- マサラムービー物語-インド娯楽映画超入門読本(2006年10月出帆新社) ISBN 4-915497-41-0 C0026

### DVD&BOOK
- 踊るヨガ!インド舞踊で体の内側から美人になる-1日15分・自宅で楽しくダイエット(2008年7月Rittor Music) ISBN 9784845615827